# Logge di Banchi
Les Logge di Banchi sont une loggia à Pise située à l'entrée du Ponte di Mezzo au sud du centre-ville.

## Histoire et description
La loggia, soutenue par douze piliers, a été construite entre 1603 et 1605 sur un projet de l'architecte Bernardo Buontalenti. Elle abritait à l'époque le marché de la laine et de la soie (les banchi du nom font référence aux étals du marché), et aujourd'hui encore elle est parfois utilisée pour des marchés de toutes sortes. La base est carrée, avec douze piliers supportant un étage (construit au début du XVIIIe siècle), initialement plus bas et enrichi d'un fronton à volutes, lesquelles ont été supprimées en 1814, lorsque tout l'étage supérieur, relié directement au Palais Gambacorti par un viaduc, a été surélevé et agrémenté d'un fronton triangulaire.
Ici, depuis 1865, se trouvaient les Archives d'État de Pise. Au sous-sol des Logge se trouvent des bains publics du début du XXe siècle, récemment rouverts.
Son profil, à côté de la tour de l'horloge, est l'un des éléments les plus connus des vues du Lungarno pisan.

## Source
- (it) Cet article est partiellement ou en totalité issu de l’article de Wikipédia en italien intitulé « Logge di Banchi » (voir la liste des auteurs).